# Вииле Апеј (Марамуреш)
Вииле Апеј (рум. Viile Apei) насеље је у Румунији у округу Марамуреш у општини Сеини. Oпштина се налази на надморској висини од 172 m.

## Становништво
Према подацима из 2002. године у насељу је живело 742 становника.

### Попис2002.
| Расподела становништва по националности 2002.‍ | Расподела становништва по националности 2002.‍ | Расподела становништва по националности 2002.‍ | Расподела становништва по националности 2002.‍ | Расподела становништва по националности 2002.‍ |
| --------------------------------------------- | --------------------------------------------- | --------------------------------------------- | --------------------------------------------- | --------------------------------------------- |
|                                               |                                               |                                               |                                               |                                               |
| Румуни                                        | Румуни                                        |                                               | 558                                           | 75,3%                                         |
| Мађари                                        | Мађари                                        |                                               | 183                                           | 24,7%                                         |